# Blaslay

Blaslay este o comună în departamentul Vienne, Franța. În 2009 avea o populație de 525 de locuitori.